# Chasseur de primes
Pour les articles homonymes, voir Chasseur de primes (homonymie).
Un chasseur de primes est une personne qui traque des criminels en liberté, ou proscrits, pour obtenir une récompense. Les plus célèbres ont vécu durant la conquête de l'Ouest aux États-Unis.

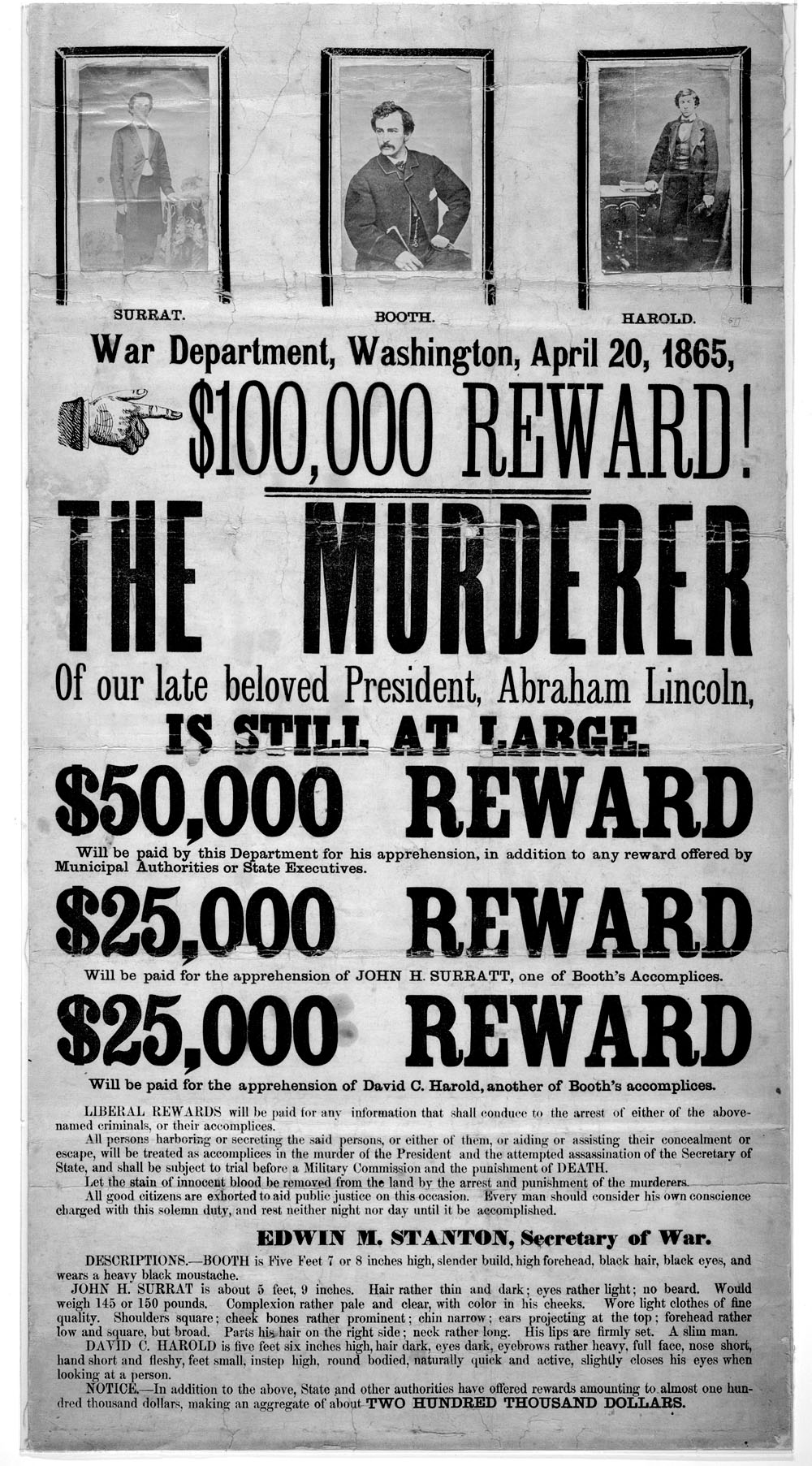
Récompense pour la capture de John Wilkes Booth, 1865.

## Description
S'il s'agit d'un criminel, le chasseur de primes peut accessoirement l'entraver pour faciliter sa capture. Il a rarement le droit de capturer une autre personne, ce droit étant délégué aux forces policières.
À l'époque de la conquête de l'Ouest, certains criminels recherchés étaient réclamés « mort ou vif ».
De nos jours, cette activité professionnelle est légale aux États-Unis et aux Philippines. La législation qui l'encadre varie selon les États américains, mais d'une manière générale un chasseur de primes doit posséder une licence pour pouvoir exercer. Dans de nombreux États, ce statut ne lui octroie pas automatiquement le droit de porter une arme à feu comme les policiers, auquel cas il doit en faire lui-même la demande. Environ 15 000 chasseurs de primes officient aux États-Unis. Ils sont généralement recrutés par des entreprises spécialisées pour capturer des fugitifs libérés sous caution. Au Texas, après le durcissement de la loi sur l'avortement, les citoyens peuvent toucher une récompense de plus de 10 000 dollars en dénonçant une personne qui aurait aidé une femme à avorter après six semaines de grossesse.
Au Québec, une récompense pouvant aller jusqu'à 2 000 dollars est accordée à celui ou celle qui permettra l'arrestation de certains criminels.

## Historique
Cette activité se répand aux États-Unis avec la conquête de l'Ouest, période réputée pour son banditisme galopant.